# امیکرون دوشیزه
امیکرون دوشیزه یک ستاره است که در صورت فلکی دوشیزه قرار دارد.